# Јонас Ериксон
Јонас Ериксон (швед. Jonas Eriksson; Лулео, 28. март 1974) је шведски фудбалски судија. Постао је професионални судија 1994..
Он је један од 12 судија који су судили на Европском првенству у фудбалу 2012.. Био је позван да суди на Светском првенству у фудбалу 2014.. Судио је на утакмици између Гане и Сједињених Америчких Држава.